# Eriochloa stapfiana
Eriochloa stapfiana är en gräsart som beskrevs av Clayton. Eriochloa stapfiana ingår i släktet Eriochloa och familjen gräs. Inga underarter finns listade i Catalogue of Life.